# Steve Gibson (Eishockeyspieler)
Steve Gibson (* 10. Oktober 1972 in Listowel, Ontario) ist ein ehemaliger kanadischer Eishockeyspieler, der hauptsächlich in nordamerikanischen Minor Leagues aktiv war.

## Karriere
Nach Anfängen bei kanadischen Nachwuchsteams wurde Steve Gibson im Jahr 1989 bei der Priority Selection der Ontario Hockey League (OHL) von den Windsor Spitfires ausgewählt, für die er in den folgenden vier Spielzeiten aufs Eis ging. Dort steigerte er seine Punkteausbeute von Jahr zu Jahr und kam in seiner letzten Junioren-Spielzeit 1992/93 auf genau 100 Scorerpunkte. Im NHL Entry Draft 1992 war er in der siebten Runde und an 157. Position von den Edmonton Oilers ausgewählt, kam im Laufe seiner Karriere aber nie in der National Hockey League (NHL) zum Einsatz.
Stattdessen gab Gibson noch in den Playoffs der Saison 1992/93 sein Profidebüt bei den Johnstown Chiefs in der East Coast Hockey League (ECHL). In den folgenden vier Jahren spielte er hauptsächlich für das ECHL-Team Wheeling Thunderbirds, das 1996 in Wheeling Nailers umbenannt wurde. Sein erfolgreichstes Jahr war die Spielzeit 1995/96, als er mit 95 Punkten das teaminterne Scorer-Ranking anführte. Unterbrochen wurde seine Zeit in Wheeling von einem Intermezzo von drei Spielen beim deutschen Zweitligisten Iserlohner EC zu Beginn der Spielzeit 1996/97. Immer wieder kam er zwischen 1993 und 1997 auch bei Teams in der höherklassigen American Hockey League (AHL) zum Einsatz, konnte sich dort aber nicht etablieren.
Die Saison 1997/98 begann Gibson bei den San Antonio Dragons in der International Hockey League (IHL), wechselte aber bereits nach elf Partien zu den Quad City Mallards in die United Hockey League (UHL). In knapp sieben Spielzeiten absolvierte er fast 400 Spiele für die Mallards, in denen er 180 Tore erzielte. In den Jahren 1998 und 2001 gewann er mit dem Team den Colonial Cup, die Meisterschaft der UHL. Im Jahr 2004 beendete er seine Karriere. Zu Ehren seiner Leistungen wurde seine Trikotnummer 55 bei den Mallards gesperrt.

## Erfolge und Auszeichnungen
- 1998 Colonial-Cup-Gewinn mit den Quad City Mallards
- 2001 Colonial-Cup-Gewinn mit den Quad City Mallards
- 2012 Sperrung der Trikotnummer 55 durch die Quad City Mallards

## Karrierestatistik
(Legende zur Spielerstatistik: Sp oder GP = absolvierte Spiele; T oder G = erzielte Tore; V oder A = erzielte Assists; Pkt oder Pts = erzielte Scorerpunkte; SM oder PIM = erhaltene Strafminuten; +/− = Plus/Minus-Bilanz; PP = erzielte Überzahltore; SH = erzielte Unterzahltore; GW = erzielte Siegtore; 1 Play-downs/Relegation; Kursiv: Statistik nicht vollständig)